# ベスト オブ くるり -TOWER OF MUSIC LOVER 2-
『ベスト オブ くるり / TOWER OF MUSIC LOVER 2』（-タワー・オブ・ミュージック・ラヴァー・ツー）は、2011年6月29日に発売されたくるりの2枚目のベスト・アルバム。

## 解説
- 2011年に結成15周年を迎えたくるりが、前回のベストアルバム「ベスト オブ くるり -TOWER OF MUSIC LOVER-」以降の楽曲からシングル曲を中心に選曲。ただ前回は発表されたシングルを全て収録していたことに対し、本作は22枚目のシングル「愉快なピーナッツ」が未収録となっている。
- ジャケット写真はメンバーである岸田繁・佐藤征史を中心に、後ろ側に京都タワーが写ったもの。アルバムでメンバーが写った写真がジャケットに使用されたのは『さよならストレンジャー』以来。
- 初回盤には、特典として本アルバム購入者限定ライブのシリアルナンバーとオリジナルグッズの応募券が封入されている。

## 収録曲
- 特に表記がない場合はシングルヴァージョン
- 楽曲の解説は各収録作品参照

1. 奇跡
初出：24thシングル（2011年6月1日）
2. 旅の途中
初音源化。大鵬薬品工業「チオビタドリンク」CMソング
3. さよならリグレット
初出：20thシングル（2008年9月3日）／『魂のゆくえ』（2009年6月10日）
4. キャメル
初出：「まほろ駅前多田便利軒（オリジナル・サウンドトラック）」（2011年4月13日）
5. シャツを洗えば／くるりとユーミン
初出：（2009年12月25日）
6. かごの中のジョニー
初出：8thアルバム（2009年6月10日）
7. 恋人の時計
初出：7thアルバム（2007年6月27日）
8. ブレーメン
初出：7thアルバム（2007年6月27日）
9. 三日月
初出：21stシングル（2009年2月18日）
10. 最終列車
初音源化。ギャガ配給映画「奇跡」挿入歌
11. 魔法のじゅうたん
初出：23rdシングル（2010年7月28日）
12. JUBILEE
初出：18thシングル（2007年5月30日）
13. 言葉はさんかく こころは四角
初出：19thシングル（2007年7月25日）
アルバムバージョンを収録している。
14. 鹿児島おはら節
鹿児島民謡。ライブで演奏されてきた曲が初音源化。

## 演奏
- 岸田繁：Vocal, Guitar
- 佐藤征史：Bass
- BOBO：Drums (#1-6.9.10.11.14)
- 山内総一郎 (フジファブリック)：Guitars (#1.2)
- 高田漣：Pedal Steel (#1.2)
- 三柴理：Piano (#3.6.9)
- 土岐麻子：Background Vocal (#3)
- 権藤知彦：Euphonium (#3)
- 佐藤秀徳：Flugelhorn (#3)
- 齋藤雄介：Clarinet (#3)
- 伴野涼介：French Horn (#3)
- 今込治：Trombone (#3)
- 高林美樹：Bassoon (#3)
- 松任谷由実：Vocal (#5)
- 内橋和久：Guitar (#6.9)
- 世武裕子：Piano, Background Vocal (#6.9)
- 佐藤良成：Fiddle (#6.14)
- 菊地悠也：Drums (#8.12.13)
- フリップ・フィリップ：Piano (#8.12)
- パメリア・カースティン：Theremin (#12)
- Nicolas Geremus, Sergej Bolothy, Irene Buchmann, Margret Ceku, Vincendo Dellacorte, Bettina Horvath, Gordana Jovanovic, Elena Kodin, Gisela Kulmer, Eva Semeleder, Michal Duris, Sabine Fellner, Sebastian Fuhrlinger, Paula Hoechtl：Violin (#7.12.13)
- Michael Buchmann, Gejza Jurth, Florian Krisper：Viola (#7.12.13)
- Bernhard Aichner, Andrea Obritzhauser, Bertin Christelbauer：Cello (#7.12.13)
- Cornelia Pesendorfer：Oboe, English Horn (#8)